# Åsa (Szwecja)
Åsa – miejscowość (tätort) w Szwecji, w regionie administracyjnym (län) Halland, w gminie Kungsbacka.
Według danych Szwedzkiego Urzędu Statystycznego liczba ludności wyniosła: 6084 (31 grudnia 2015), 6341 (31 grudnia 2018) i 6408 (31 grudnia 2019).